# Jordlök
Jordlök (Allium akaka) är en perenn växtart i släktet lökar och familjen amaryllisväxter. Den beskrevs av Samuel Gottlieb Gmelin, Josef August Schultes och Julius Hermann Schultes. Inga underarter finns listade i Catalogue of Life.

## Utbredning
Jordlöken växer vilt i västra Asien; i östra Turkiet, Kaukasus, norra Irak och nordvästra Iran. Den odlas som prydnads- och medicinalväxt i andra delar av världen.